# Dave Raun

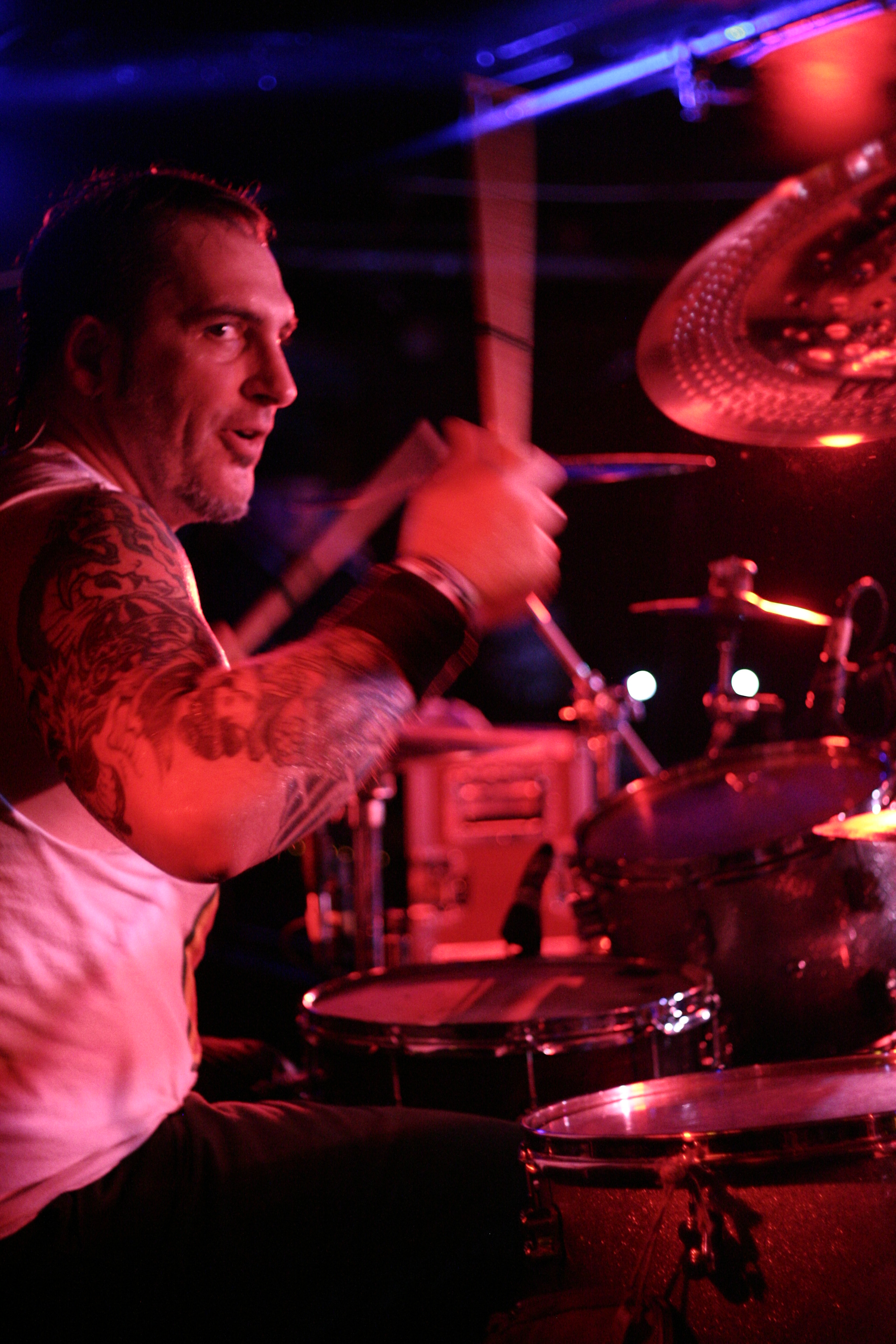
Dave raun

Dave Raun (San Francisco, 7 de junio de 1970) es el batería actual de la banda de hardcore melódico Lagwagon.

## Biografía
La carrera de Raun en la escena punk rock comenzó con los californianos Rich Kids on LSD. En 1995 funda junto a Fat Mike y Joey Cape el supergrupo Me First and the Gimme Gimmes. Un año después, en 1996, ingresa en Lagwagon (la banda de su compañero Cape en Me First and the Gimme Gimmes) para sustituir a Derrick Plourde, batería original de que dejó la banda.
Actualmente vive en Fresno, California.